# النجمة الزهراء

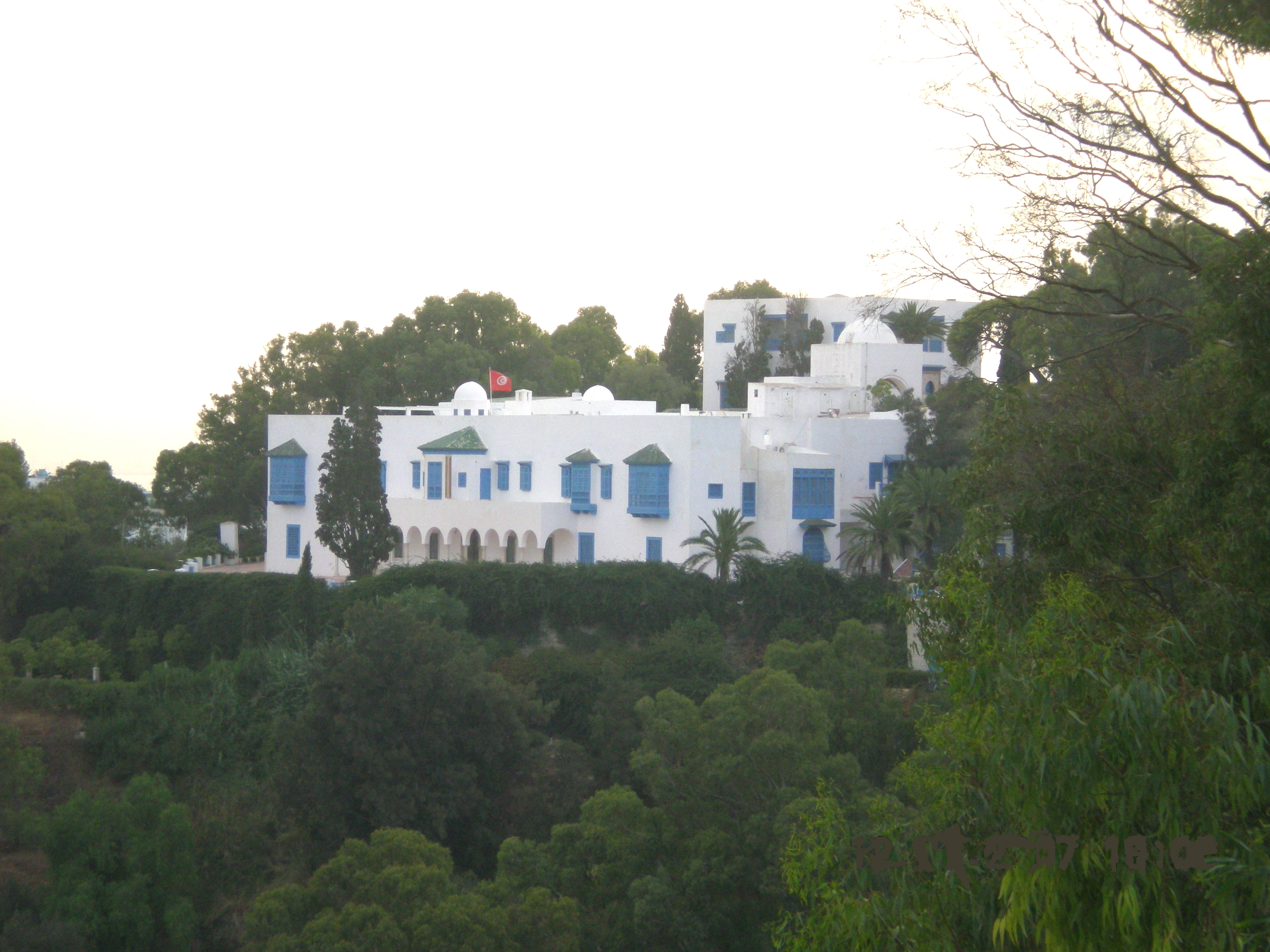
النجمة الزهراء

النجمة الزهراء أو قصر النجمة الزهراء أو قصر البارون ديرلانجي هو من أبرز معالم التراث المعماري في تونس وتجمع هندسته بين خصائص المعمار التونسي الأصيل وعناصر معمارية وزخرفية تنتمي إلى الفن الأندلسي، وقد بناه البارون ديرلانجي فيما بين سنتي 1912 و1922 وسط حديقة شاسعة تشرف من فوق هضبة سيدي بو سعيد على خليج تونس. يحتضن قصر النجمة الزهراء مركز الموسيقى العربية والمتوسطية.

### مواضيع ذات علاقة
- مركز الموسيقى العربية والمتوسطية.

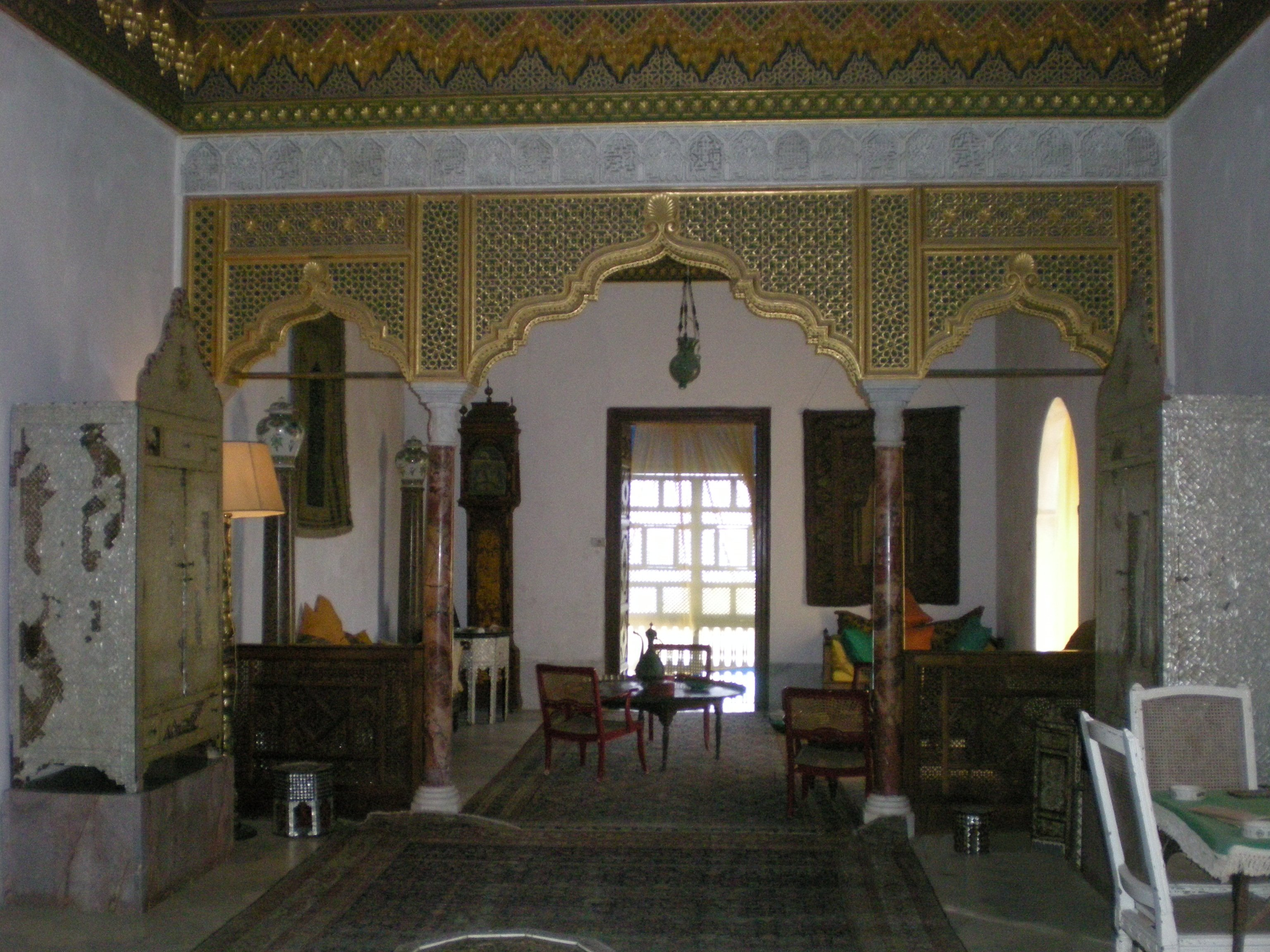
قاعة الجلوس بقصر البارون ديرلانجي
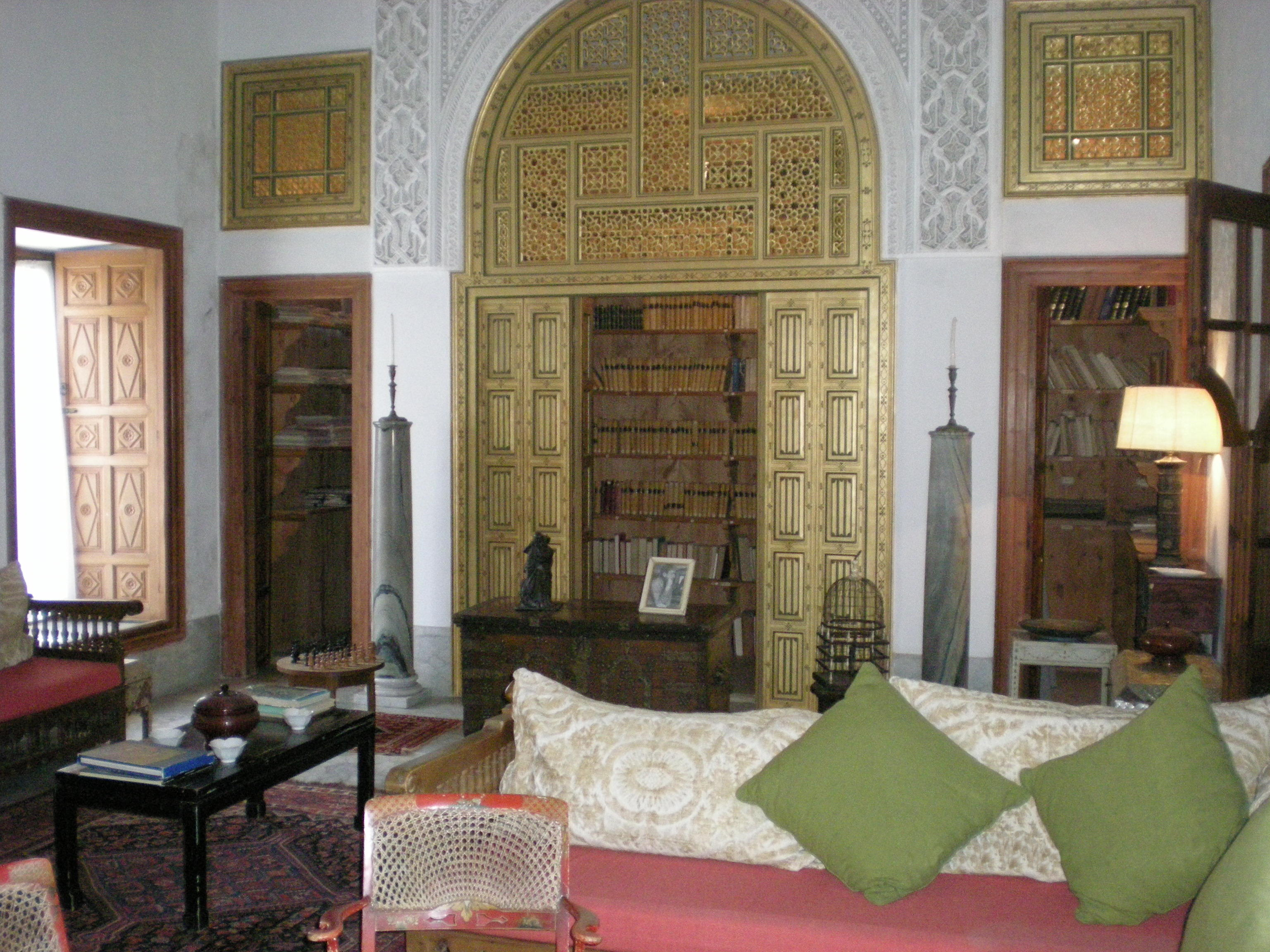
قاعة الضيافة بقصر البارون ديرلانجي
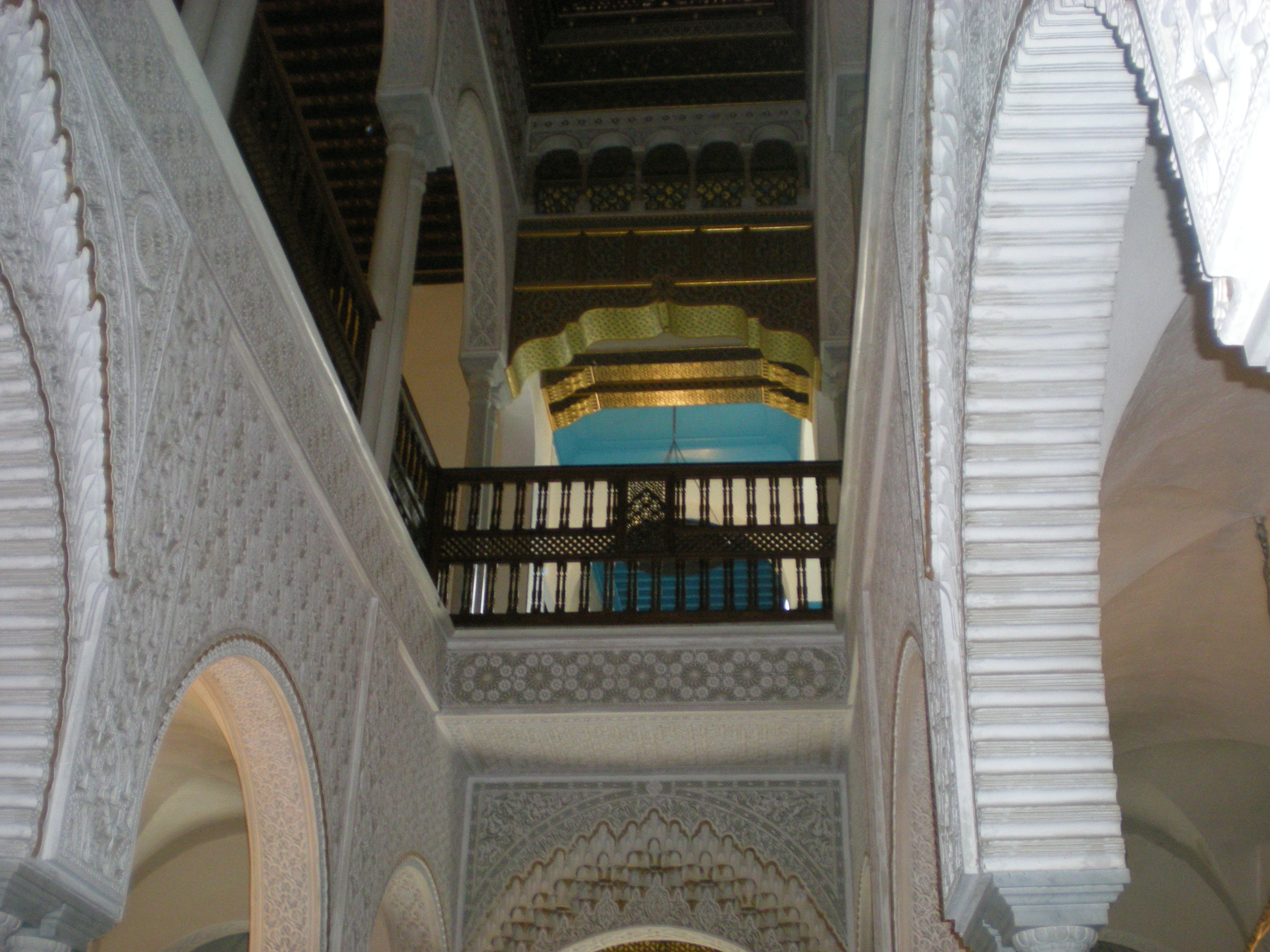
زخارف سقفية بقصر البارون ديرلانجي
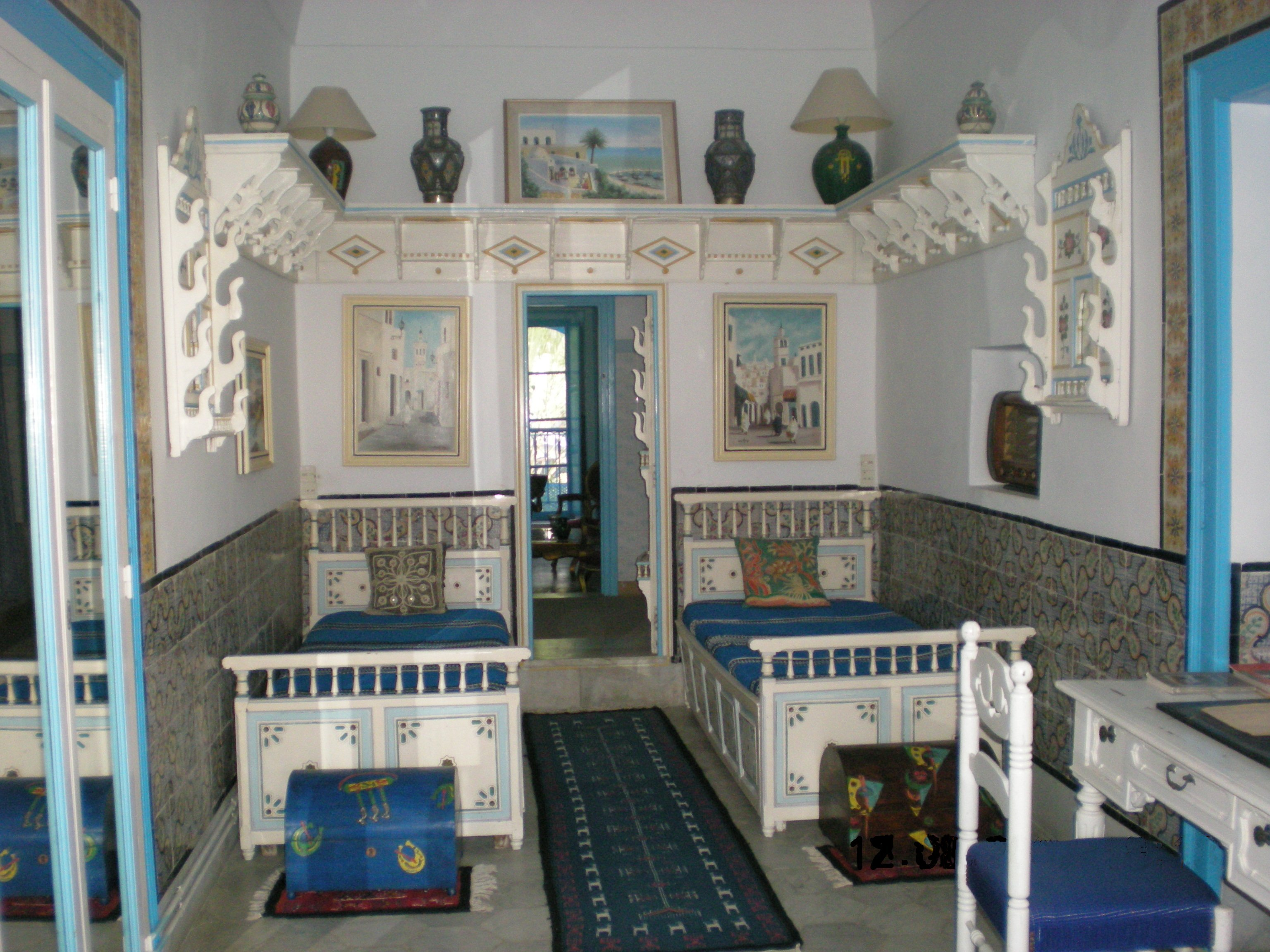
أحد قاعات قصر البارون ديرلانجي